# بخشی‌نامی و سراسرنامی
در زبان‌شناسی، بخشی‌نامی یا مرونیمی (به انگلیسی: Meronymy) (از واژهٔ یونان باستان meros به معنی بخش و onuma به معنی نام) یک رابطه معنایی بین یک مرونیم است که به یک بخش و یک سراسرنامی یا هولونیمی (به انگلیسی: Holonymy) نشان‌دهنده یک کل است. به عبارت ساده‌تر، بخشی‌نامی بخشی از رابطه با سراسرنامی خود است. به عنوان مثال، انگشت، مصداق دست از کل آن است. به‌طور مشابه، موتور، مخفف ماشین که نام آن است. اصطلاح‌های همدست (نام‌گذاری اجزای مختلف یک کل خاص) کمرونیم (هم‌جزءنامی = comeronyms) نامیده می‌شوند (به عنوان مثال، برگ، شاخه، تنه و ریشه در زیر سراسرنامی درخت هستند).
سراسرنامی یا هولونیمی (از واژهٔ یونان باستان holos به معنی سراسر یا کل و onuma به معنی نام) در ارتباط وارونه با بخشی‌نامی است.
یک مفهوم نزدیک به جزءشناسی است که به‌طور خاص به روابط جزء-کل می‌پردازد و در منطق به کار می‌رود. این به‌طور رسمی بر اساس منطق مرتبه اول بیان می‌شود. بخشی‌نامی را می‌توان یک نظم جزئی نیز در نظر گرفت.